# The Evil Thereof (film fra 1916)
The Evil Thereof er en amerikansk stumfilm fra 1916 af Robert G. Vignola.

## Medvirkende
- Frank Losee.
- Crauford Kent.
- Grace Valentine.
- Henry Hallam.
- George LeGuere.